# Club de Futbol Parets
El Club de Futbol Parets (CF Parets) és un club de futbol català del municipi de Parets del Vallès, creat l'any 1934. Fundat amb el nom de Futbol Club Parets, després de la guerra civil, fou reanomenat com Club Deportivo Parets, Durant la seva trajectòria esportiva, ha competit en categories comarcals i territorials. A partir de l'any 1985 ha competit durant moltes temporades a segona catalana, aconseguint l'ascens a primera catalana per primera vegada la temporada 2018-19. L'entitat organitza anualment el trofeu Josep Seguer, en honor del jugador internacional de futbol, Josep Seguer.

## Palmarès
Campions de:
- Segona Catalana: 2006 IV, 2019 IV
- Tercera Catalana: 2017 IX
- Copa Catalunya Amateur: 2020